# Tiff Lacey
Tiff Lacey, nome completo Tiffany Lacey (Crayford, ...), è una cantautrice inglese, nota soprattutto nel genere della musica elettronica.

## Biografia
Inizia a cantare all'età di 16 anni e, nel corso del tempo entra a far parte, come vocalist per diverse bande musicali indie/rock, fra le quali "Falling Man" e "Frankestein's Baby". Insoddisfatta dai risultati, decide di individuare nuovi canali artistici. Partecipa ad un'audizione per il noto DJ Paul Oakenfold venendo scelta per cantare il singolo "Hypnotised", ora noto successo internazionale.  Diventò in breve tempo una star della musica Trance, cantando nei singoli "In Your Hands" di Redd Square, "Affinity" di The Thrillseekers e "Kiss In Shadows" di M-Box.

### Successo mondiale
La consacrazione avviene nel 2004 quando ATB la sceglie per cantare quattro tracce del suo album "No Silence" : "Here With Me", "IntenCity" e i successi internazionali "Marrakech" e "Ecstasy".
Negli anni successivi collabora con diversi DJs di alto livello, come Matt Darey, Headstrong, Cosmic Gate, Filo & Peri, Aly & Fila, Bobina ecc.
Il brano Burning From The Inside prodotto in collaborazione con Tenisha, ha ricevuto al Malta Dance Music Awards nel 2009,  il premio di miglior brano dance. Diversi brani prodotti da diverse collaborazioni, vennero inclusi nei podcast :  "A State Of Trance" di Armin van Buuren, fra le quali Home con Lost Witness, The Truth con Headstrong, I Know con George Acosta, "Paradise" con Aly & Fila ecc.
Nel 2011 Tiff Lacey ha pubblicato il suo primo album da solista, intitolato ¡Viva!, nel quale oltre all'inglese canta anche in spagnolo e francese. La maggior parte dell'album venne prodotto in collaborazione con il produttore rumeno George Popa. Altri collaboratori sono stati Ilan Bluestone, Nick Murray, Mark Newby-Robson e Matt Bukovski.

### Lavoro con produttori italiani
Nel corso degli anni la Lacey ha collaborato con diversi DJ italiani. I primi due successi risalgono al 2008, quando scrive e canta Clockworks per Alberto Bambini (Purepath) e Amedeo Gaspari (Amex), quindi ancora nello stesso anno I Loved You Good con Emanuele Marzolini (Italian Mafia DJ).
L'anno successivo ha lavorato ancora per l'album Overburning dei Purepath nel quale canta Surrender e Summerplace e con Emanuele Braveri nel singolo di successo Travel. Nel 2011 ancora con Italian Mafia DJ canta il brano Hold Me Now.
Nel 2012 collabora prima con Vito De Santis (alias Vitodito), cantando il brano Forbidden Love, poi Lost For Words con il duo milanese Nicolò Pilchard e Luca Fontana (conosciuti come Nicologik and Zephyr), Sweet Child con Fabio Carrara (Faxio Xb) e Matt Loki, Perfect World con Francesco Pagano ed infine in One Day con il grossetano Mark Khoen.

### Scrittura e pittura
Tiff Lacey ha scritto i testi della quasi totalità dei suoi pezzi, nel cui stile di scrittura spicca un personale senso poetico, fortemente immaginario. È anche una pittrice professionista e ha scritto due libri.

## Discografia

### Album
- 2007 - Wonderland (con Robert De Fresnes sotto il nome Rubikon)
- 2011 - ¡Viva!
- 2020 - Songs Under Moonlight

### Singoli in solo
- 2008 - Carnival Queen
- 2009 - Show Me The Way
- 2011 - Take Me Away
- 2011 - Underneath a Starry Night
- 2020 - Tomorrow Never Comes

### Collaborazioni selezionate
- Paul Oakenfold feat. Tiff Lacey - "Hypnotised" (2002)
- The Thrillseekers feat. Tiff Lacey pres. Hydra - "Affinity" (2003)
- ATB feat. Tiff Lacey - "Ecstasy"(2004)
- Headstrong feat. Tiff Lacey - "Close Your Eyes" (2005)
- Matt Darey feat. Tiff Lacey - "Always" (2006)
- Adam Nickey feat. Tiff Lacey - "Letting Go" (2007)
- Bobina feat. Tiff Lacey - "Where Did You Go" (2008)
- Cosmic Gate feat. Tiff Lacey - "Open Your Heart" (2009)
- Motionchid, Will Holland & Tiff Lacey - "Arctic Kiss" (2010)
- Matt Bukovski & Tiff Lacey - "Swept Away" (2011)
- Bartlett Bros, Matt Loki & Tiff Lacey - "Sweet Child" (2012)
- Edvard Viber & Tiff Lacey - "Is This Love" (2013)